# Vasso Papandreu
Vasso Papandreu (grec: Βάσω Παπανδρέου)  (Valimitika, 9 de desembre de 1944 - Chalandri, 17 d'octubre de 2024) va ser una política i professora universitària grega que fou membre de la Comissió Europea entre 1989 i 1993 així com diverses vegades ministra del seu país.

## Biografia
Va néixer l'any 1944 a la població de Valimítika, situada a la prefectura d'Acaia. Va estudiar ciències econòmiques a la Universitat d'Atenes, en la qual es va graduar el 1969. Posteriorment va ampliar els seus estudis a la Universitat de Londres i el 1980 es doctorà a la Universitat de Reading. Interessada en la docència, l'any 1971 va esdevenir professora d'economia a la Universitat d'Exeter, càrrec que va ocupar fins al 1973. Després de dos anys com a investigadora a la Universitat d'Oxford, el 1981 fou nomenada professora a la Universitat d'Atenes.
L'any 1974 participà en la fundació del Moviment Socialista Panhel·lènic (PASOK) al costat d'Andreas Papandreu. El 1984 fou nomenada membre del consell executiu del partit, esdevenint l'any 1985 ministra adjunta d'Indústria, Energia i Tecnologia, i el 1988 ministra adjunta de Comerç.
El gener de 1989 fou escollida membre de la Comissió Delors II, en la qual fou nomenada Comissària Europea de Treball i Assumptes Socials, càrrec que va mantenir fins al 1992. El 1993 fou escollida diputada al Parlament de Grècia, essent nomenada posteriorment cap de la delegació grega de l'Assemblea Parlamentària del Consell d'Europa. El 1996 fou escollida Ministra de Desenvolupament al govern de Kostas Simitis, càrrec que desenvolupà fins al 1999, moment en el qual fou nomenada ministra d'Interior, Administracions Públiques i Descentralització. El 2001 abandonà aquest càrrec per esdevenir ministra de Medi Ambient i Obres Públiques, càrrec que ocupà fins a la desfeta del seu partit en les eleccions generals del març de 2004.